# Rockbridge Towarzystwo Funduszy Inwestycyjnych
Rockbridge Towarzystwo Funduszy Inwestycyjnych (do 2017 jako BPH Towarzystwo Funduszy Inwestycyjnych) – działa na polskim rynku kapitałowym od 1998 roku. Przedmiotem działalności towarzystwa jest tworzenie i zarządzanie funduszami inwestycyjnymi, reprezentowanie ich wobec osób trzecich oraz zarządzanie portfelem papierów wartościowych na zlecenie.
Towarzystwo działa na podstawie zezwolenia o numerze KPWiG-409/3-17/98-56 wydanego w dniu 14 maja 1998 r. przez Komisję Papierów Wartościowych i Giełd (obecnie Komisję Nadzoru Finansowego) na utworzenie i prowadzenie działalności przez CA IB TFI S.A.

## Tło historyczne
Towarzystwo rozpoczęło swoją działalność na rynku kapitałowym w 1994 roku, jako Departament Zarządzania Aktywami w ramach CA IB Securities. Jako pierwsza firma otrzymała licencję na zarządzanie aktywami w Polsce. 
W 1998 Komisja Papierów Wartościowych i Giełd (obecnie Komisja Nadzoru Finansowego) udzieliła zezwolenia na utworzenie i prowadzenie działalności przez CA IB TFI S.A. 
W roku 2001 połączenie Banku Austria Creditanstalt (BA-CA) i HypoVereinsbank (HVB) skutkowało fuzją banków BPH i PBK. 
Rok 2003 przyniósł kolejne zmiany. Firma CA IB TFI przejęła fundusze PBK Atut TFI. W roku 2004 CA IB TFI zmieniło nazwę na BPH TFI. W roku 2005 nastąpiła kolejna fuzja, tym razem łącząca UniCredit z HVB Group. W roku 2008 GE Money wykupiło BPH TFI oraz część Banku BPH, natomiast rok później połączono Bank BPH z GE Money Bank, wprowadzając nowy logotyp.

## Zdobyte nagrody
Od kwietnia 2004 przyznano BPH TFI szereg nagród odnośnie do poziomu świadczonych usług czy też osiąganych wyników inwestycyjnych przez zarządzane przez BPH TFI fundusze inwestycyjne, w tym:
1. BPH FIO Strategii Akcyjnej, BPH Selektywny i BPH Superior Selektywny wśród najskuteczniejszych funduszy absolutnej stopy zwrotu (Analizy Online, 06.07.2017 r.)[2]
2. Nominacja BPH Superior Obligacji do nagrody Złotego Portfela „Parkietu” w kategorii najlepszego funduszu obligacyjnego (Parkiet, 21.02.2017 r.)[3]
3. Osiągnięcie najlepszego wyniku spośród sześciu portfeli funduszy inwestycyjnych w II edycji konkursu „Portfel funduszy inwestycyjnych Parkietu” (Parkiet, 14.09.2016 r.)[4]

Poza nagrodami przyznanymi na terenie Polski, warto wskazać wyróżnienia międzynarodowe:
1. Best Investment Funds In Poland 2016 przyznane przez Global Business Outlook[5]
2. Most Innovative Asset Management Company in Poland 2016 przyznane przez International Finance Magazine[6]